# Chandos
Ne doit pas être confondu avec John Chandos ou Chandos Records.
Chandos, dit Chandos le héraut ou Chandos Herald en anglais, est un chroniqueur et poète de langue française, actif de 1350-vers 1385.
Chandos est appelé Chandos le héraut parce qu’il était le héraut du capitaine anglais Jean Chandos en 1363. Peut-être originaire du comté de Hainaut, il serait venu en Angleterre à la suite du mariage de Philippa de Hainaut à Édouard III. En 1370, il est au service du roi.
Il a rédigé vers 1385 une chronique en vers qui est un panégyrique de la vie du Prince Noir.
La première édition de La vie du Prince Noir a été donnée en 1883 par Francisque Michel.

## Œuvre
- La vie du Prince Noir, Éd. Diana B. Tyson, Tübingen, Niemeyer, 1975.

## Œuvre en ligne
- Le Prince Noir, Éd. Francisque Michel, London, Fotheringham, 1883.